# Kivijärvi (sjö i Kuhmo, Kajanaland)
Kivijärvi är en sjö i norra delen av kommunen Kuhmo i landskapet Kajanaland i Finland. Sjön ligger 218,2 meter över havet. Den är 9,9 meter djup. Arean är 2,57 kvadratkilometer och strandlinjen är 15,34 kilometer lång. Sjön  ingår i Uleälvens huvudavrinningsområde.   Den ligger omkring 95 kilometer öster om Kajana och omkring 540 kilometer norr om Helsingfors. 
I sjön finns öarna Venäläissaari, Mustikkasaari, Siikasaari, Komulansaari, Hätäsaari, Kumpusaari, Kaarisaari, Jänissaari, Niskasaari och Haukisaari. 